# Отрадная (Отрадненский район)
Отрадная — станица на юго-востоке Краснодарского края. Административный центр Отрадненского района и Отрадненского сельского поселения, крупнейший его населённый пункт.

## География
Станица расположена на левом берегу реки Уруп, в месте впадения в неё реки Большой Тегинь, в 80 км юго-восточнее Армавира. Характер рельефа — предгорный, равнинный. На правом берегу Урупа начинается Ставропольская возвышенность. Высота над уровнем моря: 450—500 м. Ближайшие железнодорожные станции: Невинномысская (в 55 км северо-восточнее), Армавир (в 80 км северо-западнее).

### Климат
Климат в Отрадной умеренный. Зима мягкая, непродолжительная (середина декабря-февраль), со слабоустойчивым снежным покровом; средние температуры зимних месяцев 0°…-2°; однако, ежегодно отмечаются как значительные морозы (до −15°…-20° и ниже), так и значительные потепления (до +15° и выше). Лето обычно длинное (середина мая-сентябрь), солнечное, умеренно жаркое, с частыми кратковременным осадками в виде грозовых ливней. Самый теплый месяц — июль, со средней температурой до +22°; при этом днем температура крайне редко превышает +30° (хотя в периоды аномально теплой погоды, которые случаются каждое лето, температура может достигать +35° и выше), а ночи всегда остаются прохладными. Среднегодовое количество осадков 700—750 мм, из них в летнее время выпадает около 350—400 мм. В течение года преобладает ясная погода — около 80 % солнечных дней. Господствующие ветры восточных, южных и западных направлений.
| Показатель                                             | Янв. | Фев. | Март | Апр. | Май  | Июнь | Июль | Авг. | Сен. | Окт. | Нояб. | Дек. | Год  |
| ------------------------------------------------------ | ---- | ---- | ---- | ---- | ---- | ---- | ---- | ---- | ---- | ---- | ----- | ---- | ---- |
| Средний суточный максимум, °C                          | 2,8  | 3,7  | 8,1  | 15,9 | 21,1 | 24,7 | 27,4 | 27,4 | 22,6 | 16,3 | 9,7   | 4,9  | 15,4 |
| Средняя температура, °C                                | −1,2 | −0,5 | 3,5  | 10,2 | 15,3 | 18,8 | 21,4 | 21,3 | 16,6 | 10,9 | 5,6   | 1,2  | 10,3 |
| Средний суточный минимум, °C                           | −5,1 | −4,6 | −1,1 | 4,5  | 9,5  | 13,0 | 15,5 | 15,2 | 10,6 | 5,6  | 1,6   | −2,5 | 5,2  |
| Норма осадков, мм                                      | 37   | 32   | 42   | 60   | 82   | 98   | 77   | 74   | 60   | 56   | 53    | 47   | 718  |
| Источник: https://ru.climate-data.org/location/510153/ |      |      |      |      |      |      |      |      |      |      |       |      |      |

## История
Станица была основана в 1857 году. По Географическому атласу Российской Империи В. П. Пядышева 1820—1827 гг., в начале XIX века на месте станицы располагалось селение Бек-Мурзы. После этого до депортации адыгов здесь также существовал адыгский аул.
Первоначальное название станицы — Усть-Тегинская. Была населена казаками Старой линии (по Кубани) и переселенцами с Дона донскими казаками закладке станицы участвовал известный польский революционер Ярослав Домбровский. Входила в Баталпашинский отдел Кубанской области.

## Население
Бо́льшая часть населения станицы— русские (92,2 %), также проживают армяне (1,1 %), украинцы (1,2 %) и др..

### Известные люди
- Асташов, Алексей Филиппович (1912—1979) — комбайнёр, герой Социалистического Труда.
- Бойко, Иван Николаевич (1934—2013) — русский и советский писатель
- Дамаев, Василий Петрович (1878—1932) — оперный певец.
- Мастепанов, Сергей Данилович (1913—2002) — паремиолог с мировым именем.
- Мордюкова, Нонна Викторовна (1925—2008) — киноактриса, народная артистка СССР; в 1942—1943 годах во время фашистской оккупации скрывалась на хуторе Труболет, а в 1943—1944 с семьёй жила в Отрадной[8].
- Немченко, Гарий Леонтьевич — русский советский писатель.
- Сулин, Семён Илларионович — герой Советского Союза.
- Михаил Николаевич Ложкин 1910-1999
- Емцев Алексей Кириллович (1946-2020) - общественный и государственный деятель, инициатор и меценат. Руководитель КБО, Камнерезной фабрики, главный инженер ООО "АК "Аметист" и почетный житель станицы Отрадной.

## Инфраструктура
Отрадненская промышленность представлена в основном пищевой отраслью (хлебопекарное предприятие, производство минеральной воды, также очень хорошо развита мебельная отрасль). В станице имеется автостанция, от которой можно отправиться до Ставрополя, Ростова-на-Дону, Армавира, Краснодара, Новороссийска, Геленджика. В самой станице развита сеть маршрутного такси:
| № маршрута       | Конечная        | Промежуточная      | Промежуточная        | Промежуточная    | Конечная                     |
| ---------------- | --------------- | ------------------ | -------------------- | ---------------- | ---------------------------- |
| 1                | Больница        | Ц.Рынок            | по ул. Октябрьская   | ост. Ул. Казачья | п. Садовый                   |
| 2                | Ц.Рынок         | Больница           | СОШ № 9              | по ул. Урупская  | Уч.комбинат                  |
| 3                | Уч. Комбинат    | Милиция            | Ц.Рынок              | ост. Ул. Казачья | п. Садовый                   |
| 4                | п. Садовый      | ост. Ул. Казачья   | Ц.Рынок              | Милиция          | Уч. Комбинат                 |
| 5                | Больница        | Ц.Рынок            | по ул. Трактовая     | ост. Степная     | Мех. Комбинат                |
| 6                | СОШ № 59        | п. Садовый         | ост. Ул Казачья      | Ц.Рынок          | Больница                     |
| 7                | Аэропорт        | по ул. Братская    | ХПП                  | Больница         | Уч. Комбинат                 |
| 8                | ?               | Ц.Рынок            | Автовокзал           | ?                | Уч. Комбинат                 |
| 9                | п. Садовый      | по ул. Новая       | ост.ул. Казачья      | Ц.Рынок          | Больница                     |
| 10               | Уч. Комбинат    | по Ул. Красная     | Больница             | СОШ № 16         | по ул. Луговая до конца.     |
| 11               | п. Садовый      | ост.ул. Казачья    | по ул. Луговая       | Больница         | Уч. Комбинат ч/з ул. Красная |
| 12               | Мех. Комбинат   | Ц.Рынок            | Больница             | СОШ № 16         | ост. Ул Казачья              |
| 13               | Уч. Комбинат    | ?                  | ?                    | Автостанция      | ?                            |
| 14               | Уч. Комбинат    | по ул. Урупская    | Больница             | по ул. Братская  | Аэропорт                     |
| 15               | ост.ул. Казачья | по ул. Луговая     | СОШ № 16             | Больница         | Уч. Комбинат ч/з ул. Красная |
| 16               | ул. Кизилова    | СОШ № 16           | ХПП                  | Ц.Рынок          | Больница                     |
| 33               | п. Садовый      | ост.ул. Казачья    | Больница             | СОШ № 17         | Уч. Комбинат                 |
| 34 (До 19:00)    | ост.ул. Казачья | ХПП                | Районная поликлиника | по ул. Урупская  | Мех.комбинат                 |
| 34 (После 19:00) | п. Садовый      | по ул. Октябрьская | Районная поликлиника | по ул. Урупская  | Мех.комбинат                 |

В Отрадненском сельском поселении:
- 10 детских дошкольных учреждений;
- 5 общеобразовательных средних школ, где обучается 2703 детей;
- 1 вечерняя (сменная) общеобразовательная школа;